# Prionapteryx molybdella
Prionapteryx molybdella là một loài bướm đêm trong họ Crambidae.